# Domaniža
Domaniža es un municipio del distrito de Považská Bystrica en la región de Trenčín, Eslovaquia, con una población estimada a final del año 2024 de 1644 habitantes.
Se encuentra ubicado al norte de la región, cerca del río Váh (cuenca hidrográfica del Danubio) y de la frontera con República Checa y con la región de Žilina.

## Demografía
| Año        | 1994 | 2004    | 2014    | 2024    |
| ---------- | ---- | ------- | ------- | ------- |
| Población  | 1533 | 1487    | 1513    | 1644    |
| Diferencia |      | −3,00 % | +1,74 % | +8,65 % |

| Año        | 2023 | 2024    |
| ---------- | ---- | ------- |
| Población  | 1638 | 1644    |
| Diferencia |      | +0,36 % |